# Prototaxites

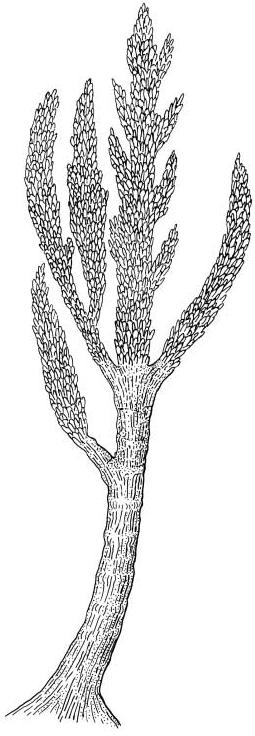
Prototaxites, Interpretation als Nacktsamer durch Dawson, 1888

Prototaxites ist der Gattungsname eines ausgestorbenen Organismus aus dem Devon von ungewöhnlich großen Dimensionen. Die systematische Zugehörigkeit ist allerdings umstritten. In den neuesten Arbeiten wird Prototaxites als riesige Flechte oder als Pilz interpretiert.

## Beschreibung

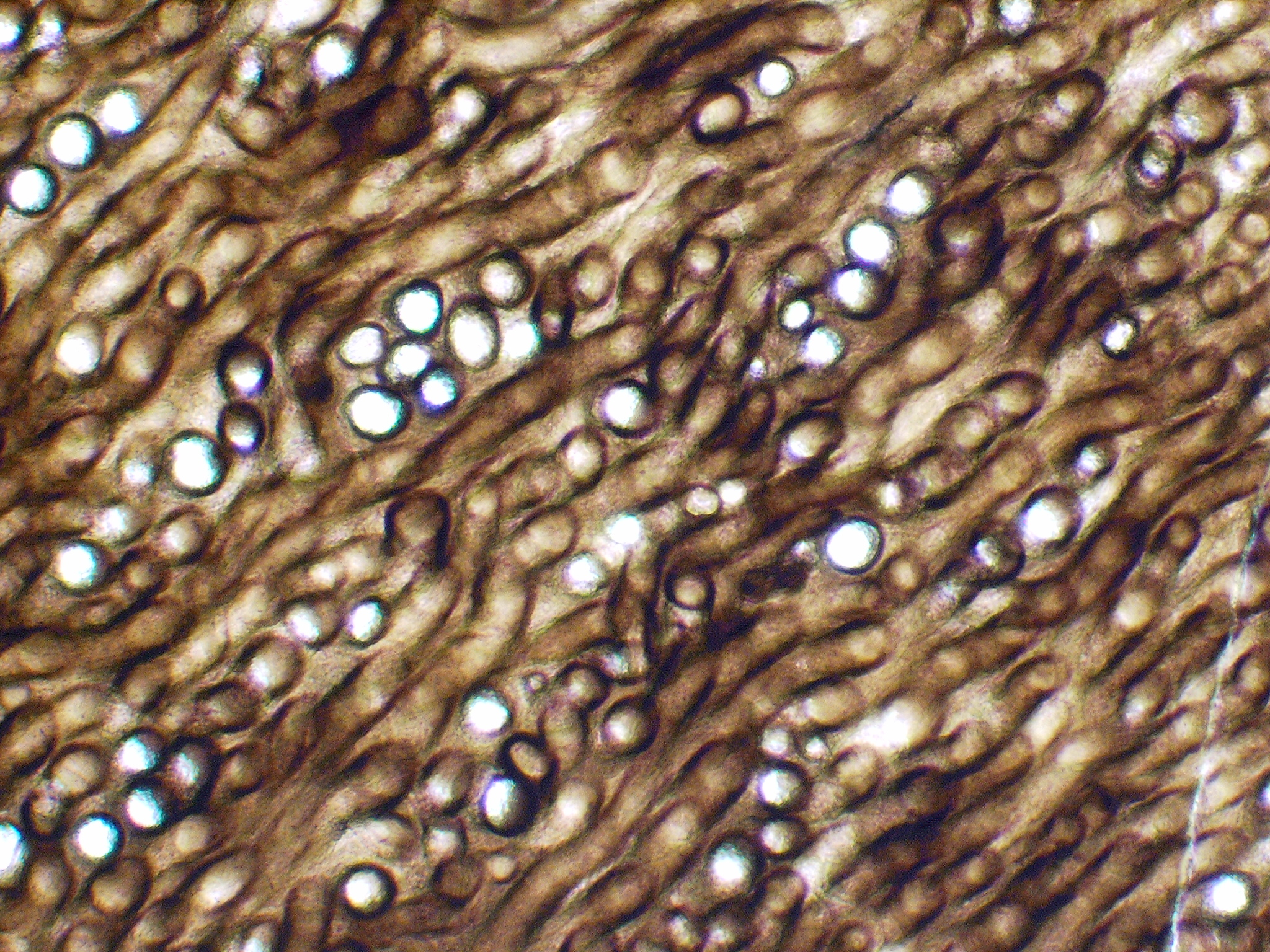
Prototaxites, unter dem Mikroskop

Das Fossil ist bisher nur in Bruchstücken gefunden worden. Es ähnelt einem Baumstumpf, und auf dieser Ähnlichkeit beruht auch sein Name (Taxus „Eibe“). Im Querschnitt zeigt das Fossil konzentrische Ringe unter gelegentlichem Einschluss von pflanzlichen Resten, die auf ein nicht kontinuierliches Wachstum hindeuten. Die Fragmente beinhalten zwei Typen von schlauchartigen Filamenten: Die größeren Filamente haben einen Durchmesser von 20 bis 60 μm und eine Wand von 2 bis 6 μm Dicke. Sie gabeln sich nicht und sind nicht durch Septen unterteilt. Die kleineren Filamente haben nur 5–10 μm Durchmesser und gabeln sich mehrfach auf.

## Lebensweise
Prototaxites wuchs auf dem Land zwischen Pflanzen wie Psilophyton und Aglaophyton. Bisher wurde das Fossil von vielen unterdevonischen Fossilfundstellen auf fast allen Kontinenten gefunden. Es war mit einer rekonstruierten Höhe von 2 bis 9 m und einem „Stammdurchmesser“ bis zu 1 m der höchste und größte Organismus unter den damaligen auf dem Land lebenden Organismen. Die obigen Befunde würden gut zu dem „Pilz-Modell“ (Saprophyten-Modell) passen. Allerdings wäre in diesem Saprophyten-Modell zum Aufbau einer derartig großen Biomasse ein sehr großes Areal nötig, damit der Saprophyt genügend organisches Material gefunden hätte. Diese Beschränkung würde beim „Flechten-Modell“ wegfallen. Die Flechte wäre in direkter Konkurrenz mit den damaligen, noch sehr kleinen Pflanzen. Das könnte die Größe von Prototaxites gut erklären. In der neuesten Arbeit wird aber darauf hingewiesen, dass sich die Isotopenverhältnisse von Prototaxites und von Pflanzen aus denselben Schichten deutlich unterscheiden. Dieser Befund passt nicht zu der Annahme, dass Prototaxites Photosynthese wie die Pflanzen betrieben hat.

## Geschichte
Als John William Dawson 1859 das Fossil erstmals beschrieb, interpretierte er es als eine fossile Gattung der Nacktsamer aus der Verwandtschaft der Eibe. Daher auch der Name Prototaxites. Später wurde es als Codiacee (Grünalge) uminterpretiert. 1979 wurde das Fossil dann als Braunalge interpretiert. 2001 erfolgte eine Deutung als riesiger holobasidiomyceter Pilz durch Hueber. Selosse deutete dann die von Hueber präsentierten Befunde um und kam zum Ergebnis, dass Prototaxites eher eine Flechte war. 2007 brachten Boyce et al. neue Argumente für die Interpretation als Pilz.